# Spiegel Frigyes
Spiegel Frigyes (Pest, 1866. április 24. – Budapest, 1933. február 26.) magyar építész, a szecesszió kiemelkedő alakja. Jelentős alkotó volt az iparművészet, bútortervezés terén is.

## Életpályája
Spiegel Móric (1825–1899) magántisztviselő és Hirschl Paulina fia. Felesége Neumann Jolán volt. Paula Mária nevű lánya 1896-ban született. 1887-ben szerzett oklevelet a Királyi József Műegyetemen, majd Freund Vilmos építészeti irodájában kezdett el dolgozni. Részt vett a budapesti Kozma utcai izraelita temető halottasházának tervezésben, iparművészeti tervezéssel is foglalkozott.
1895-ben Weinréb Fülöppel nyitott építészeti irodát, számos fővárosi bérházat terveztek közösen, melyeken bátran alkalmazták a szecessziós díszítőelemeket. „Maison Modern” néven Spiegel bútorszalont nyitott az egykori Király Bazárban (Budapest, V., Károlyi utca 3–5.), majd 1912-ben a „Dáma, asszonyi ékességek boltja” elnevezésű üzletet a Váci utcában. Bútorterveit nemzetközi szinten is elismerték.
Az építészet mellett számos más területen is tevékenykedett: tervezett babákat (Lotte Pritzl és Käthe Kruse részére), filmdíszleteket (Korda Sándor részére), az 1914-ben a Duna jegén tartott jótékonysági bál díszleteit.
1902-ben a Magyar Építőművészek Szövetsége alapító tagja, 1914–1917 között első mestere (azaz elnöke) volt. 1918-ban az Irodalmi és Művészeti Szaktanács, 1919-ben, a magyarországi Tanácsköztársaság alatt az Országos Lakásépítési Tanács tagja volt. 1920-ban emiatt emigrálni kényszerült. Nagyváradra települt, ahol több bérházat tervezett, tagja volt a magyar emigránsok baráti társaságának (Karinthy Frigyes, Molnár Ferenc, Major Henrik).

## Épületei, munkássága
Budapest

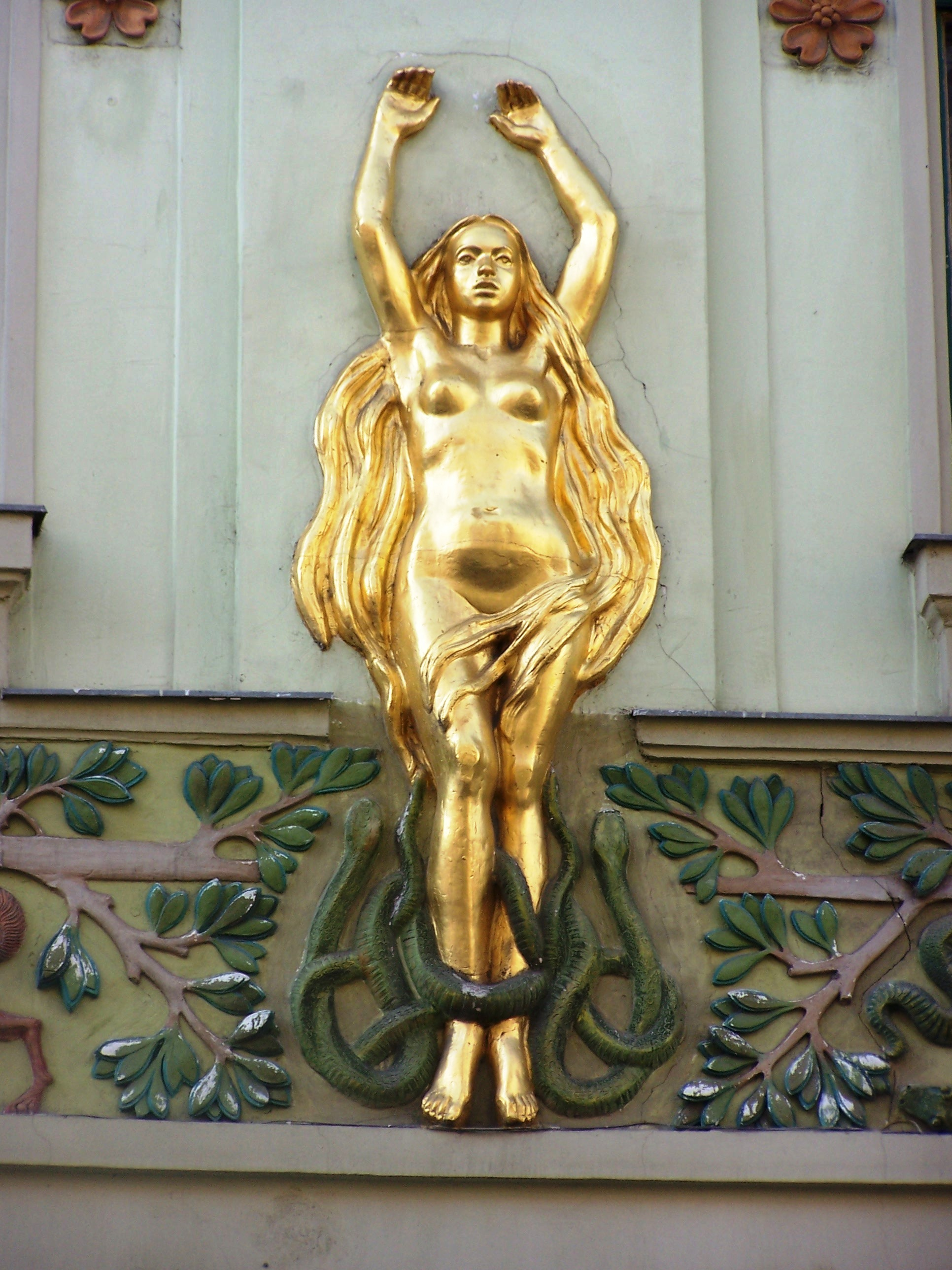
Nőalak a felújított Lindenbaum-ház homlokzatán

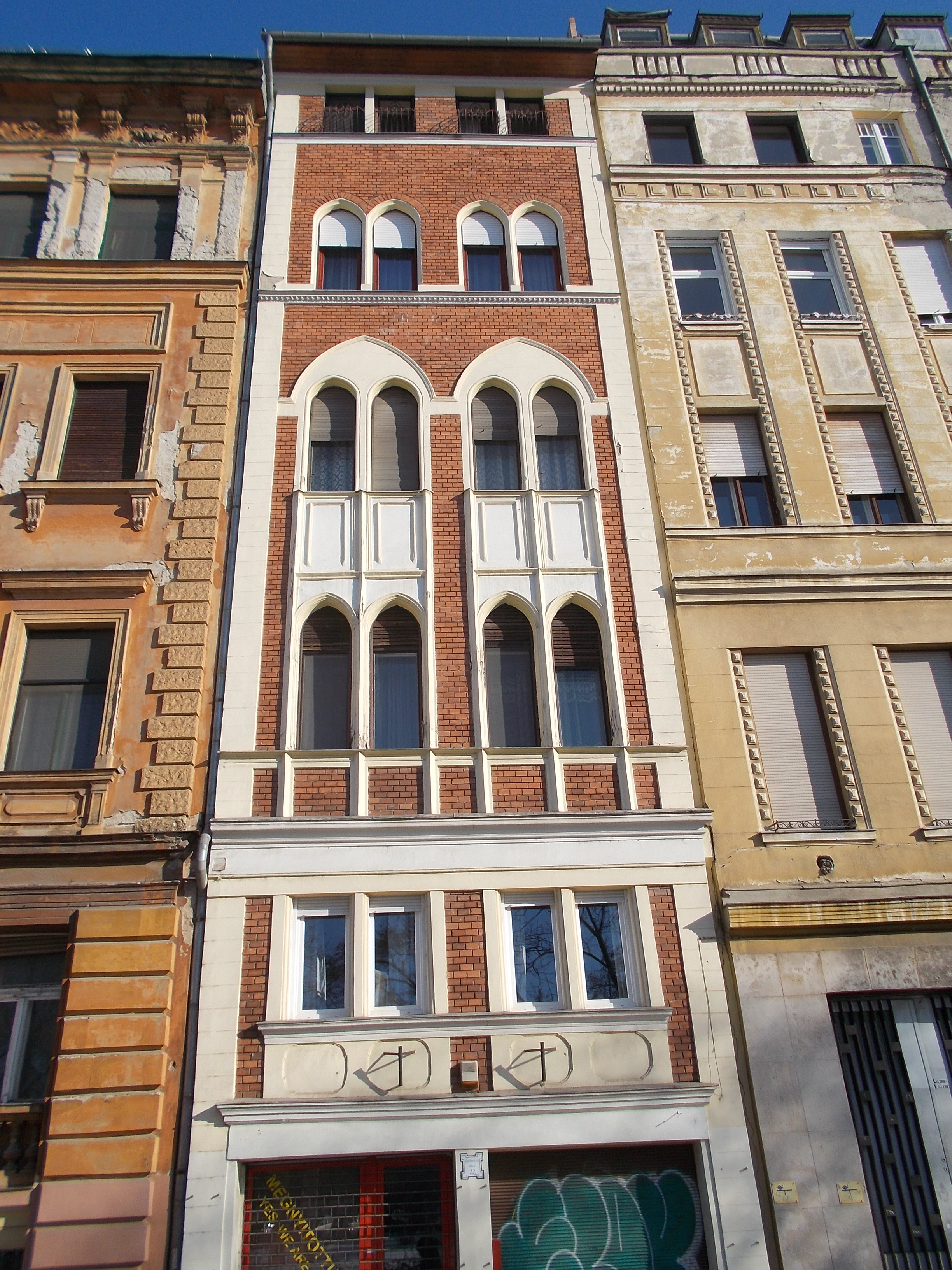
Budapest legkeskenyebb háza, Weinréb Fülöppel közös munkája

- VI., Izabella utca 94. és 96. Lindenbaum-házak 1896–1897. A két épület homlokzata a második világháborúban teljesen elpusztult, a 94.-es számú ház homlokzatát az ezredforduló után felújították.
- VI., Bajcsy-Zsilinszky út 63. Lakóház, 1897, Weinréb Fülöppel
- IX., Üllői út 21. Lakóház 1897–1898, Weinréb Fülöppel
- VI., Andrássy út 101. Schanzer-villa 1907–1908. A teljes berendezés is Spiegel munkája.
- VIII., Vajda Péter utca 7–13. Székesfővárosi kislakásos bérház, 1910–1912, Márkus Gézával közösen[9]

Szeged
- Dózsa György utca 5. Regdon-ház, 1911
- Arany János utca 1. Princz-ház 1912–1913
- Stefánia 10. (Vajda-palota)

Nagyvárad
- Szilágyi Dezső (ma Moszkva) utca 6, Sonnenfeld-nyomda, 1911–1912
- Sonnenfeld-lakóház, 1899
- Konrád-ház, 1909–1910
- Nagyvárad, Weiszlovits Lajos-bérház, 1910–11
- Markovits-Mathéser-bérház, 1911?
- Magyar Általános Hitelbank-bérház, 1922–23
- Magyar Általános Hitelbank-lakóház, 1923
- Műcsarnok, 1922–24, 1925-ben lebontották

Ezenkívül még
- Szentpétervár, egykori pétervári cári varieté (elpusztult)
- Kolozsvár, Sétatéri színház (ma a Kolozsvári Állami Magyar Színház és Opera székhelye), Márkus Gézával, 1909–1910

Pályázatai
- Budapest, Nemzeti Színház, Englerth Károllyal, 1913
- Budapest, Magyar Kereskedelmi Csarnok, Englerth Károllyal, díjazva, 1913
- Békéscsaba, Iparostanonc-iskola, I. díj, 1914
- Mezőtúr, Városháza, Englerth Károllyal, I. díj, 1914
- Budapest, „Isten kardja” első világháborús hősi emlékmű, 1916[10]
- Budapest, Rákóczi út ünnepi díszítése 1919. május 1-jén, Englerth Károllyal

## Művei
- Modern díszítő művészet az építészetben, In: Magyar Iparművészet 1897/98, 1 évfolyam, 2. szám 58–66. o., Online elérhető
- A modern építészet és a budapesti bérházak, in: Művészet 1, 1902; Online elérhető

## Idézetek
Spiegel Frigyes így vallott a bérházak tervezésének budapesti problémáiról:

„A modern lakóház az alaprajzból indul ki, ennek megtervezését a célszerűség, illetve a modern ember életszükséglete határozza meg. Ma az ember élete sokkal bonyolultabb, mint az előbbi századokban, főképen kényelmi igényei változtak meg. Szeretjük napi munkánkat, az étkezést, az alvást és egyéb teendőinket külön-külön helyiségekben végezni, a mihez hozzájárulnak még a modern egészségtudomány elvei is, a melyek lehetőleg kevés ember együttlétét és mennél több levegőt és világosságot követelnek, így átlag véve ma lakásunkban sokkal több helyiséget követelünk meg, mint előbb, és ha ezek a helyiségek egyenkint kisebbek lehetnek is, mégis teljes mértékben szellőzhetőknek és direkt világításúaknak kell lenniök.
Nálunk, Budapesten, a telkek túl nagyra vannak szabva s ez okozza, hogy modern, de még csak észszerű bérházat sem lehet nálunk építeni. Ha Budapest építkezését ily szempontból tanulmányozzuk, ugyancsak szomorú eredményre jutunk. Nem ismerek, és azt hiszem, ezt a véleményemet minden logikusan gondolkodó építésztársam is aláírja, az egész földkerekségén fejletlenebb, a kényelem, mint az egészség követelményeinek ellentmondóbb, esztétikailag alacsonyabb fokon álló és a mellett drágább építkezést, mint az átlagos budapesti bérház. Ehhez a talán kemény véleménynyilvánításhoz hozzá kell fűznöm, hogy a fönt-emlitett hibákért korántsem az építészeket okolom. Legnagyobb részük igen jól tudja, hogy a dolog tényleg így van, és ha alkalmuk nyílik családi kisebb lakóházak tervezésénél tehetségüket érvényesíteni, mindig magas színvonalú dolgokat is alkotnak; de mihelyt bérháztervezésről van szó, képtelenek az ár ellen úszni és teljesen a helytelen rendszer nyomása alatt állnak.”

## Galéria

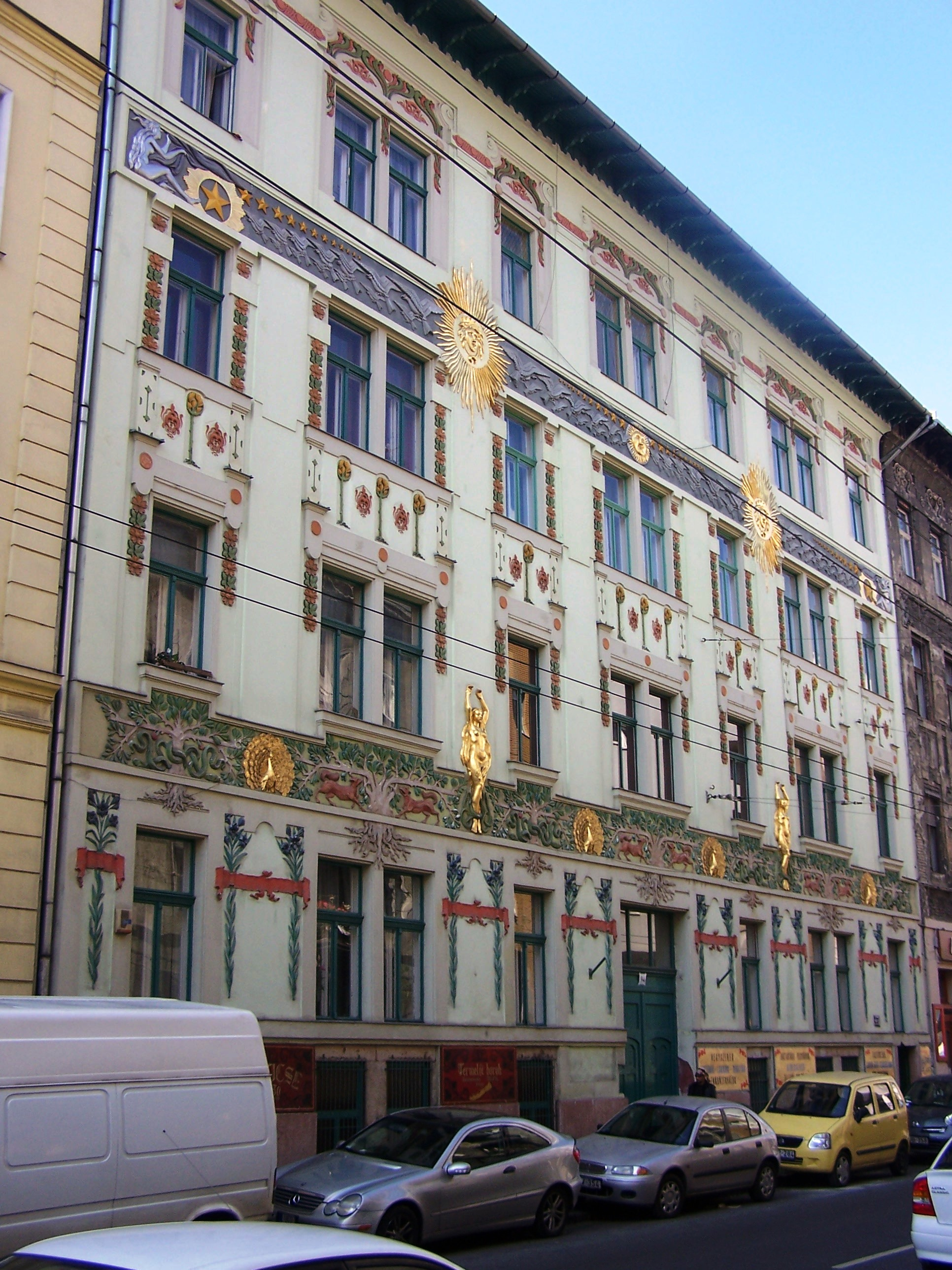
A felújított Lindenbaum-ház, Budapest
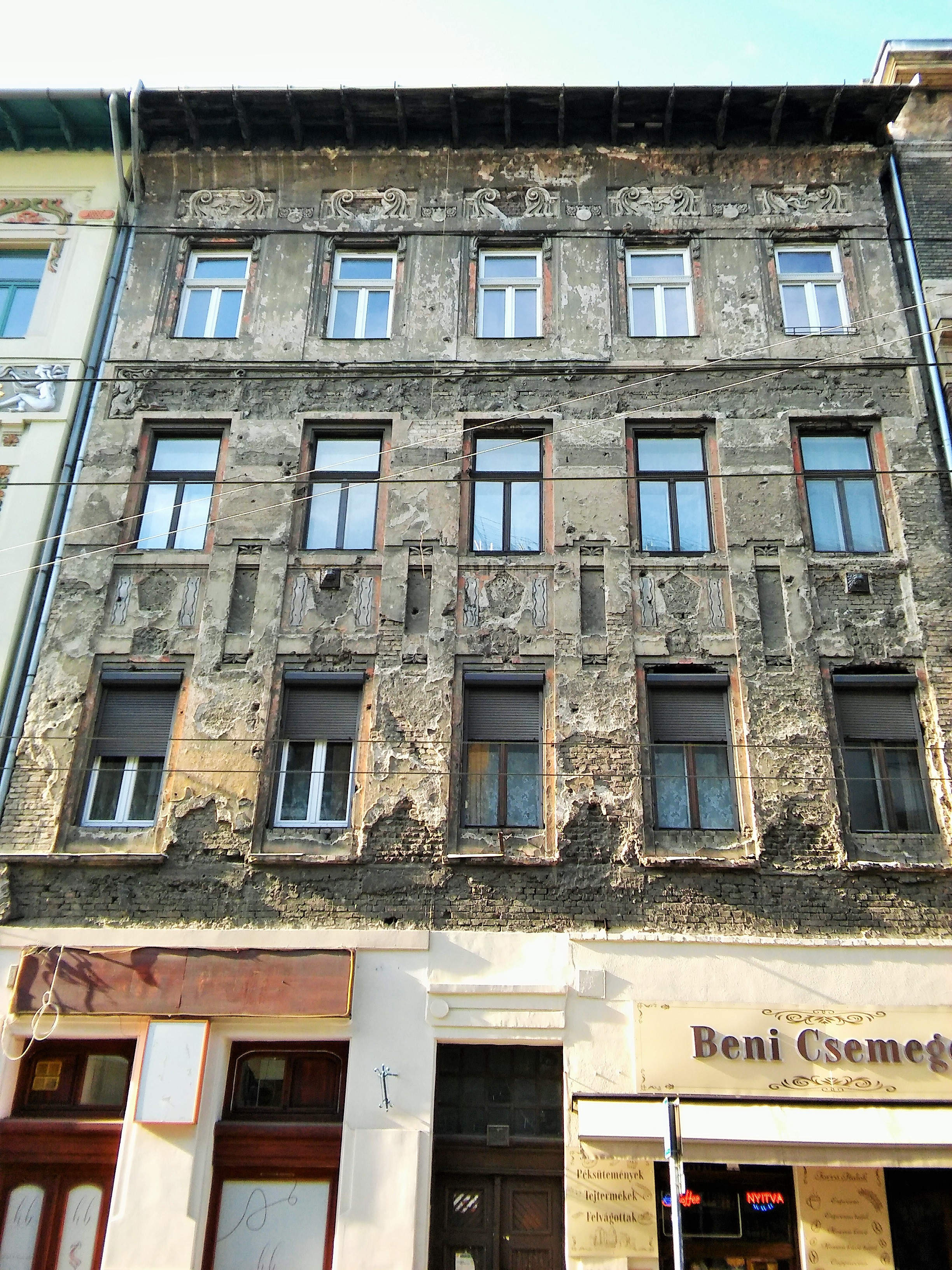
A romos állapotú Lindenbaum-ház, Budapest
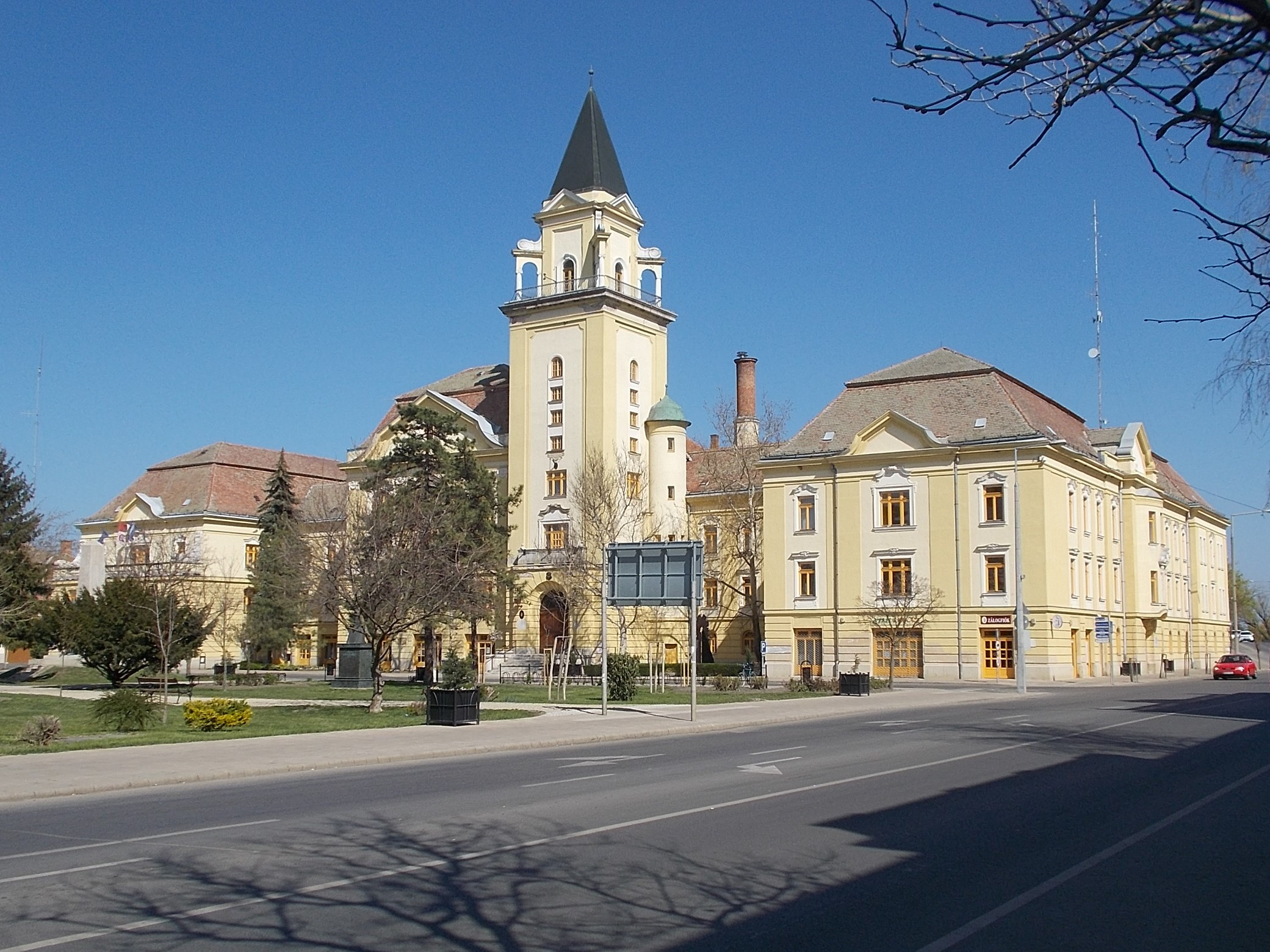
Mezőtúr, Városháza
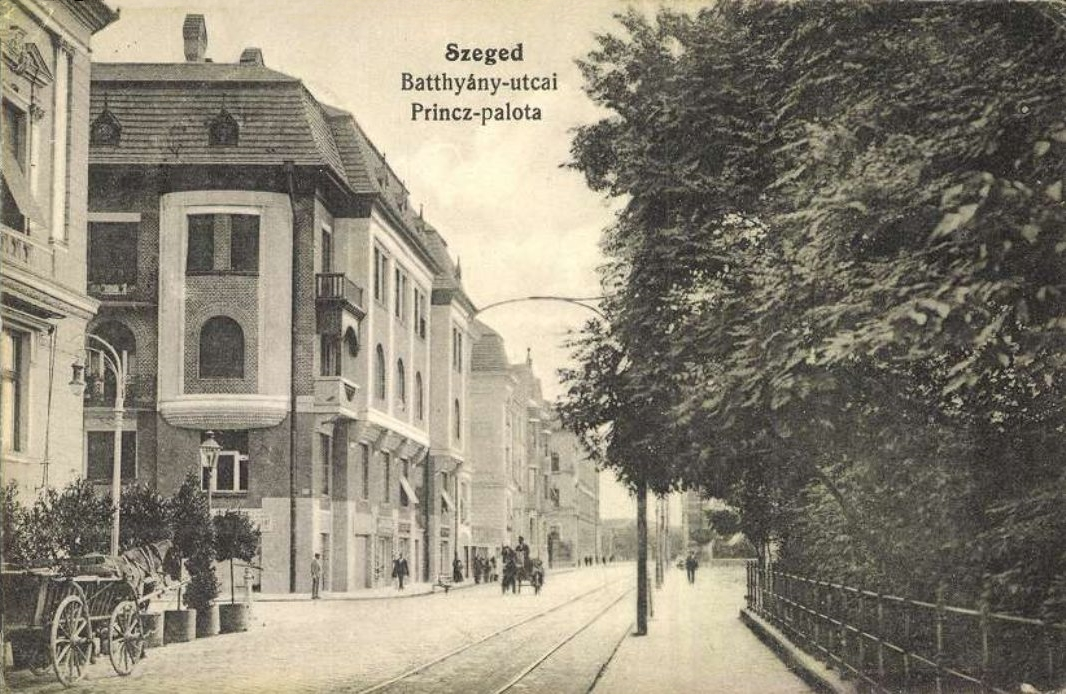
Princz-palota, Szeged, régi képeslapon
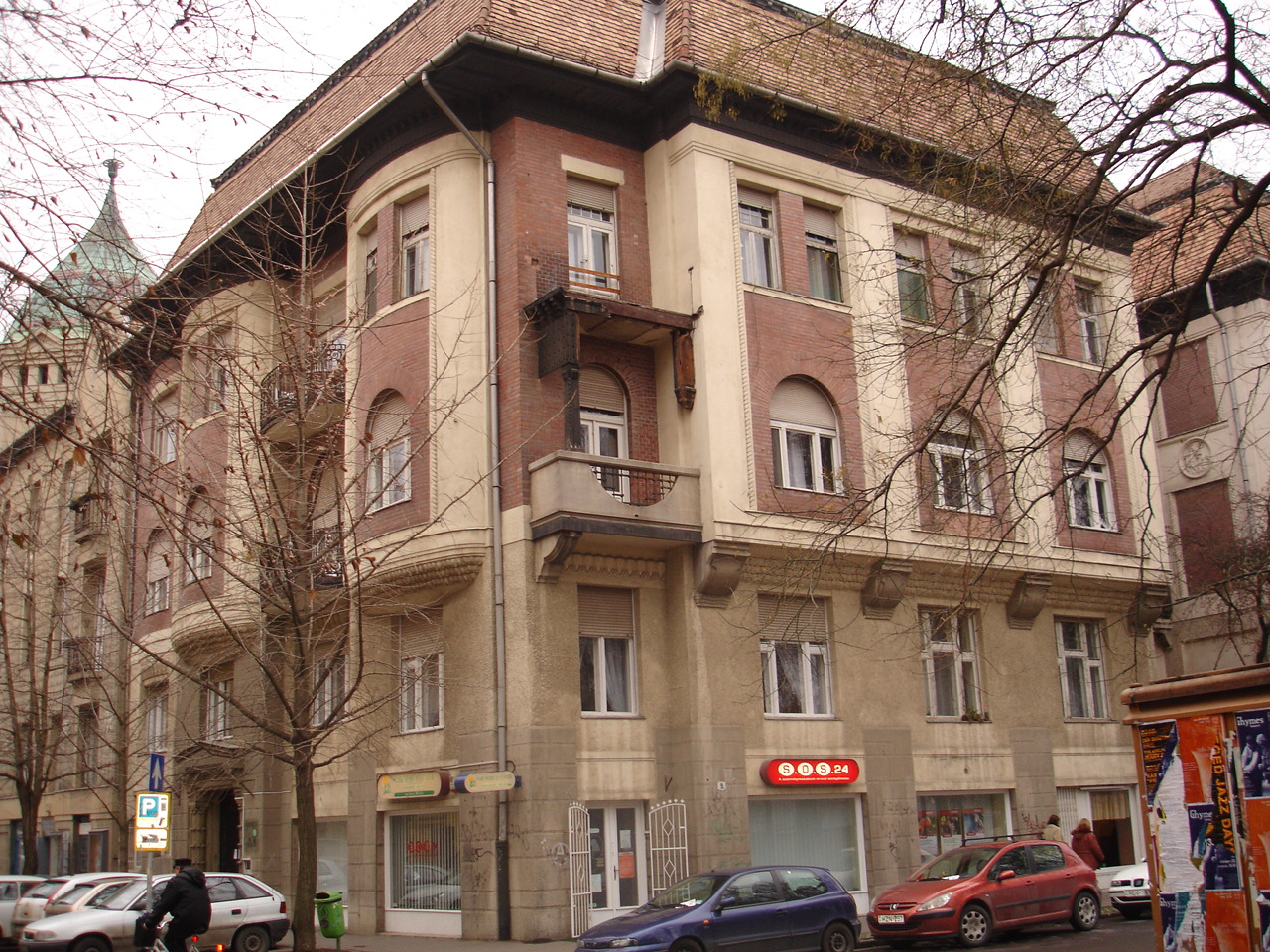
Princz-palota, Szeged, jelenlegi állapotában
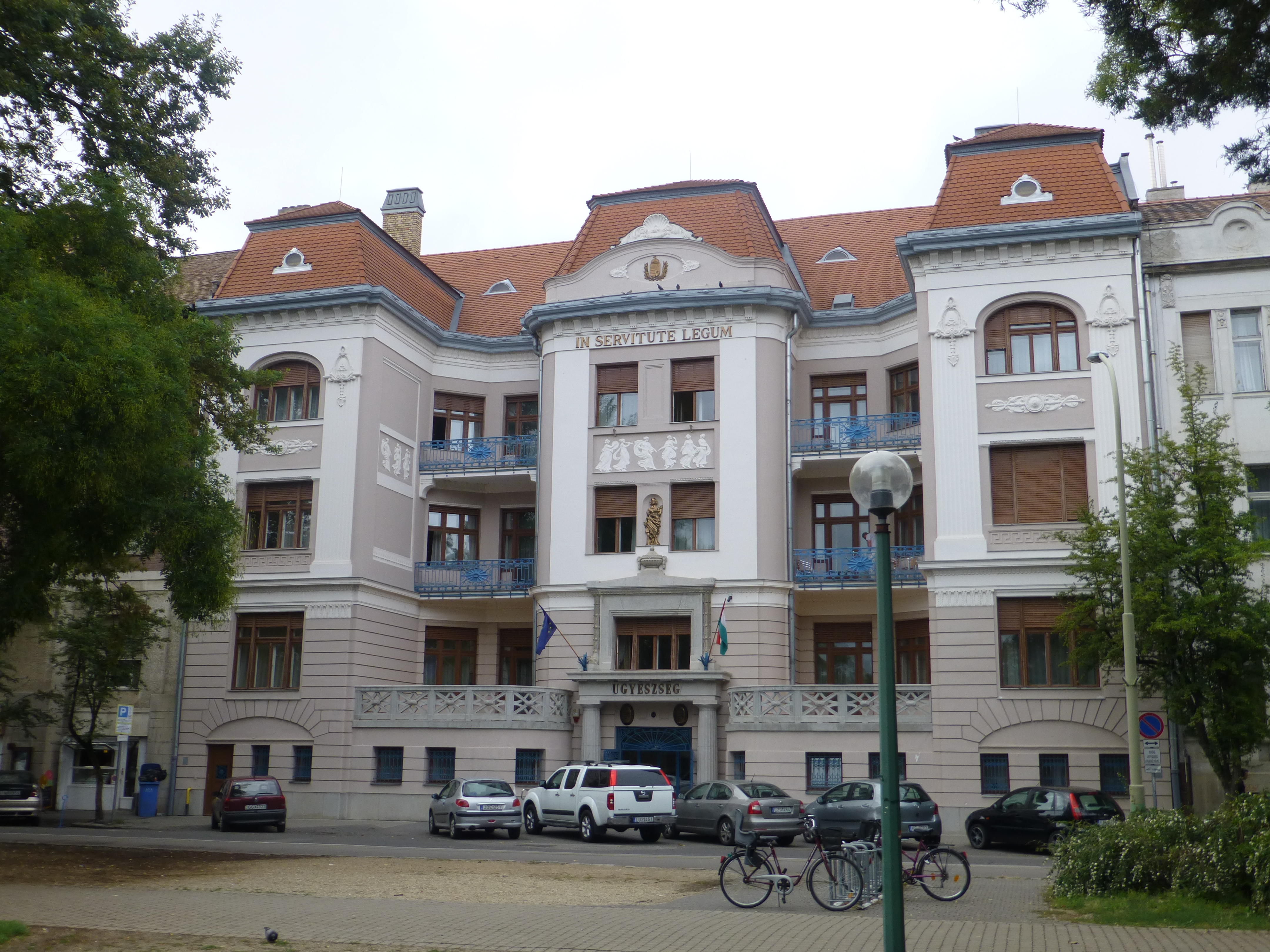
Vajda-palota, Szeged
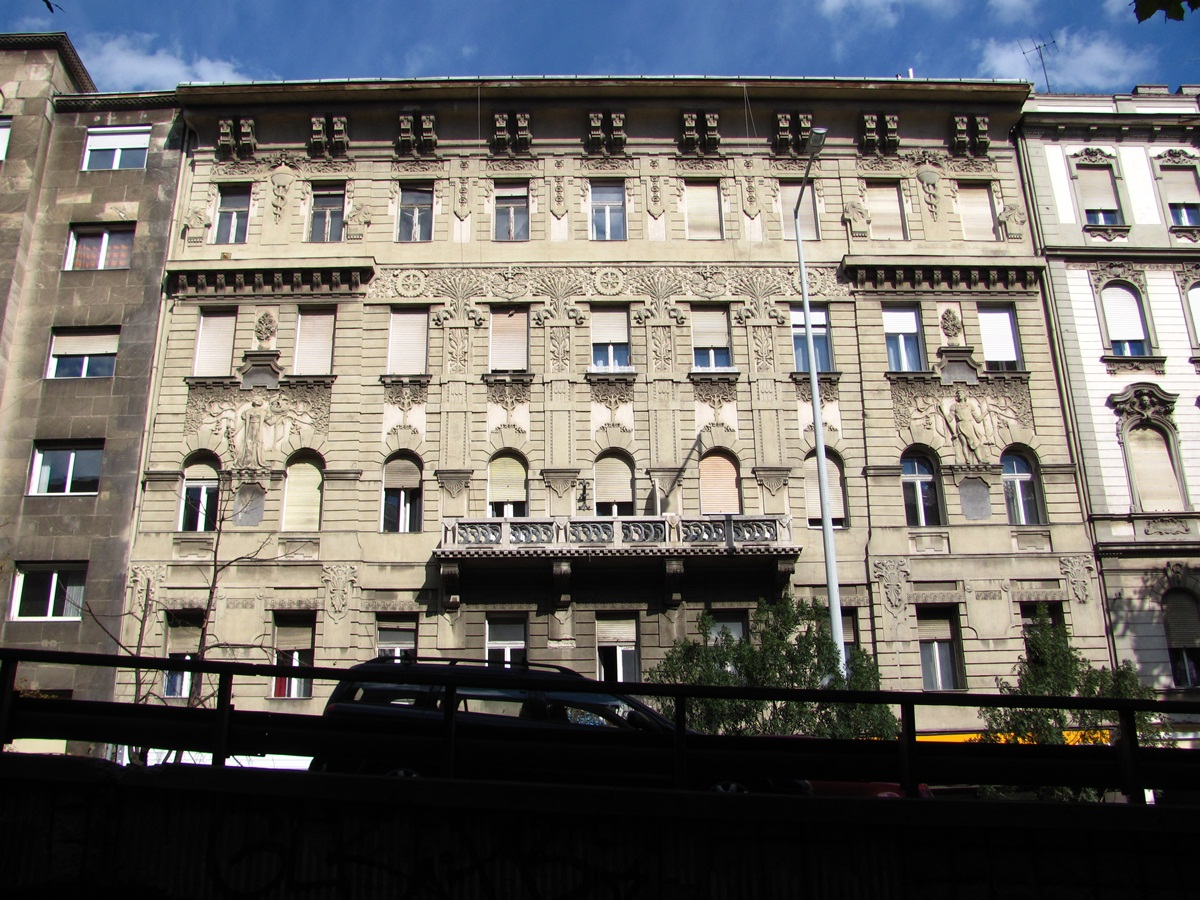
Bajcsy-Zsilinszky út 63., Budapest, homlokzat
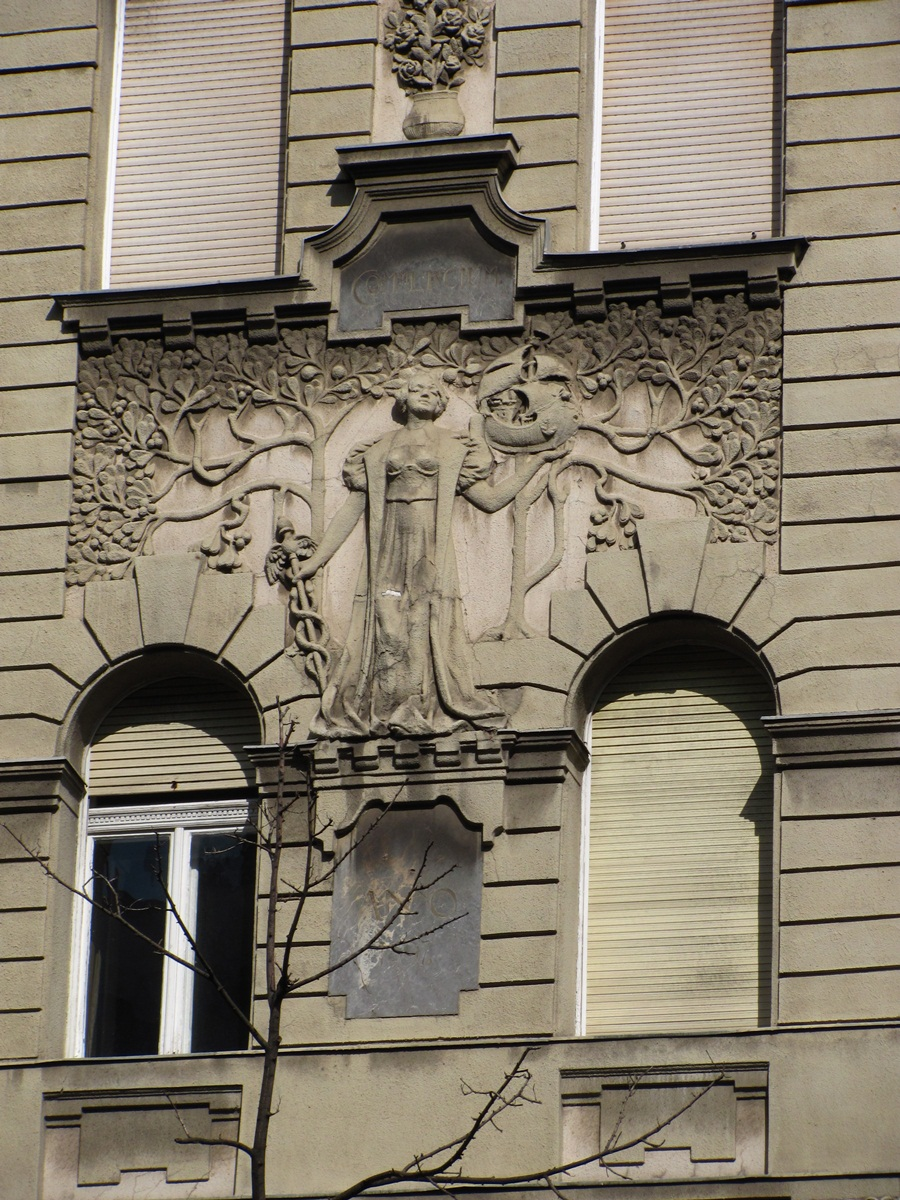
Bajcsy-Zsilinszky út 63., Budapest, homlokzat részlete
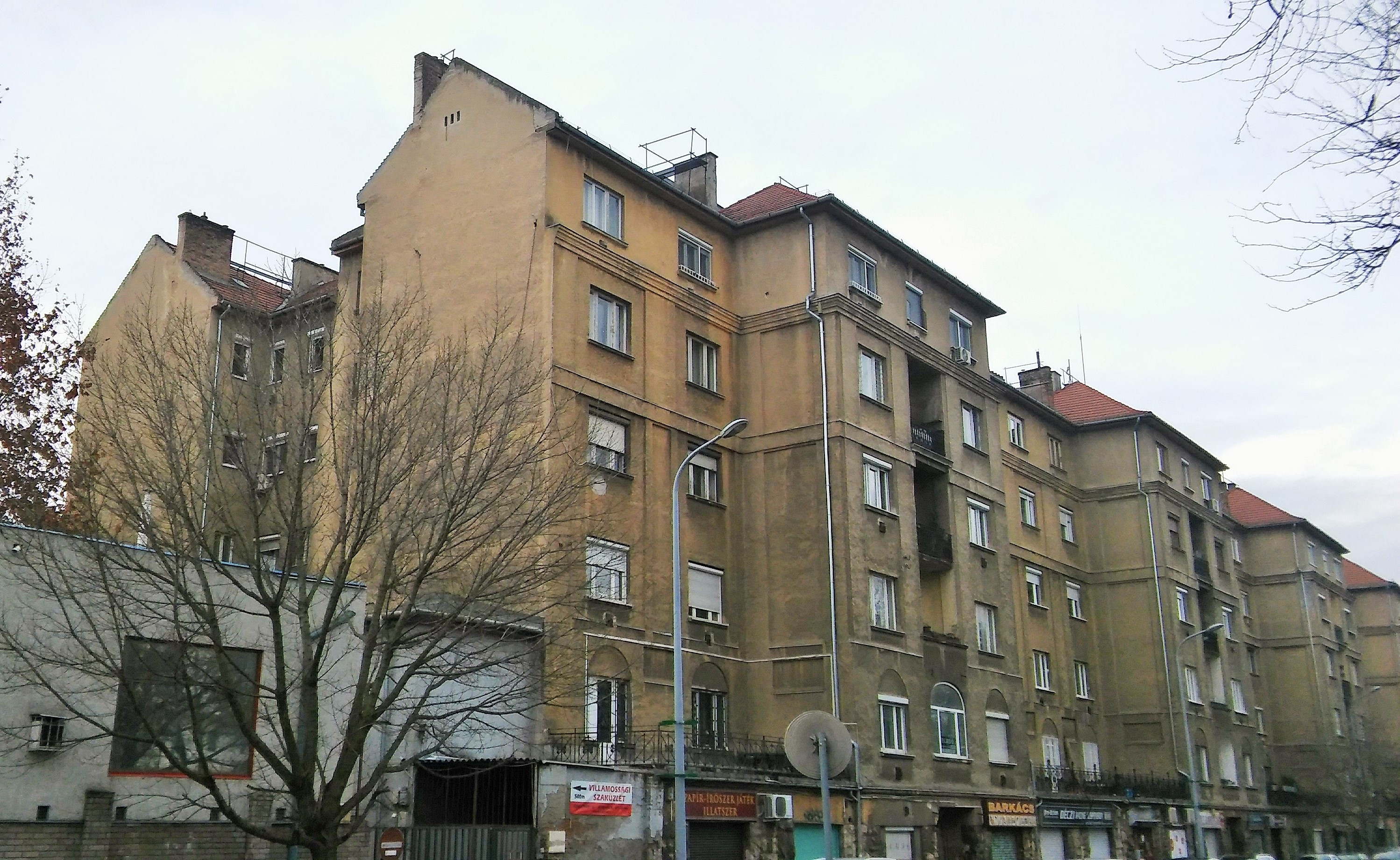
Vajda Péter utca 7–13., Budapest
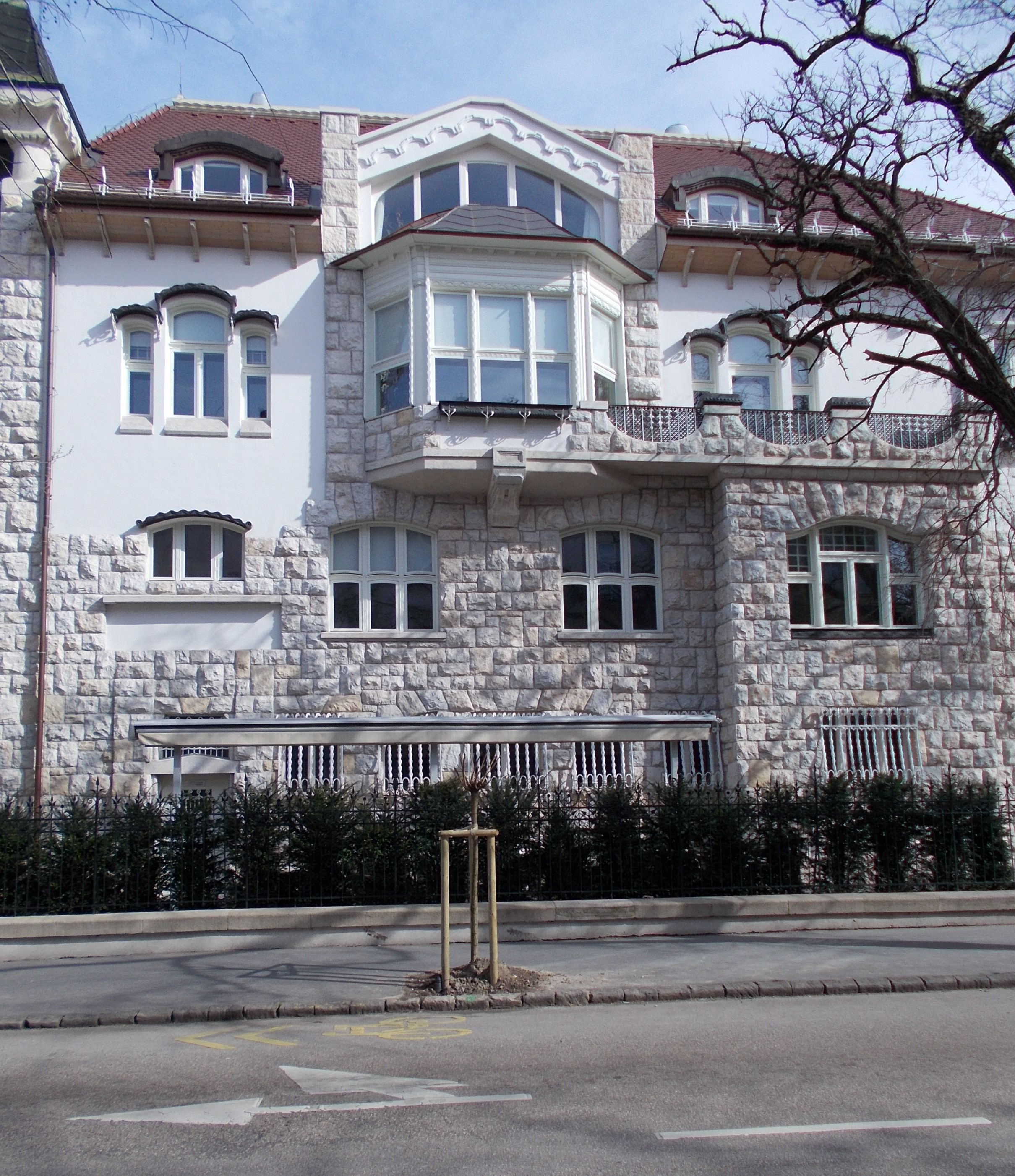
Schanzer-villa, Budapest
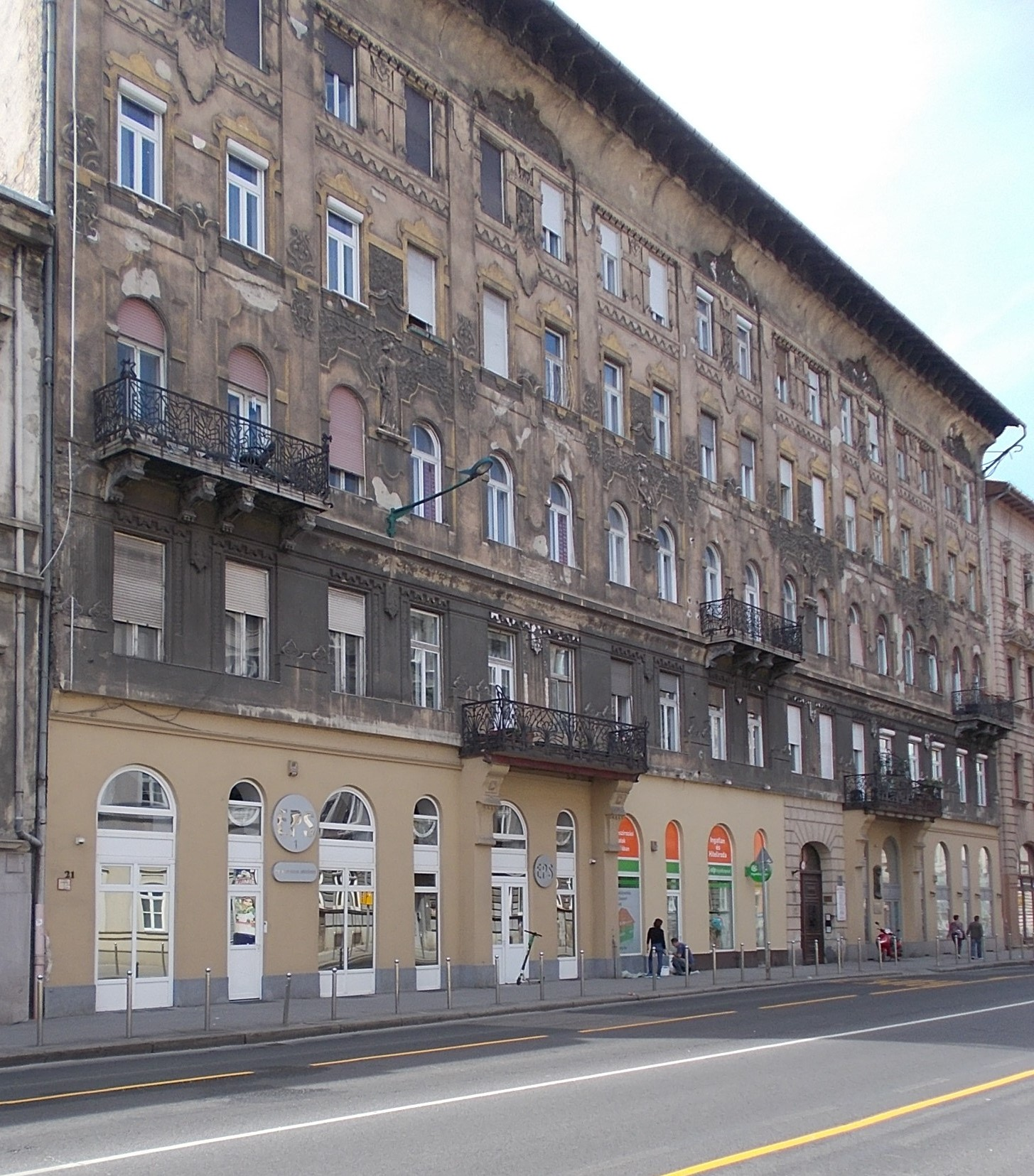
Üllői út 21., Budapest